# Кокы
Ко́кы (эст. Kokõ), ранее также Ко́кке (эст. Kokke) и на письме Ко́ке (эст. Koke) — деревня в волости Рыуге уезда Вырумаа, Эстония.

## География и описание
Расположена в 9 километрах от уездного центра — города Выру — и в 4 километрах от волостного центра — посёлка Рыуге. Высота над уровнем моря — 202 метра.
Климат умеренный. Официальный язык — эстонский. Почтовый индекс — 66236.

## Население
По данным переписи населения 2021 года, в Кокы насчитывалось 4 жителя, все — эстонцы.
По данным переписи населения 2011 года, в деревне проживали 2 человека (национальность неизвестна).
Численность населения деревни Кокы по данным переписей населения СССР и Департамента статистики:
| Год  | 1959 | 1970 | 2000 | 2011 | 2018 | 2019 | 2020 | 2021 |
| ---- | ---- | ---- | ---- | ---- | ---- | ---- | ---- | ---- |
| Чел. | 24   | ↘ 20 | ↘ 1  | ↗ 2  | ↗ 5  | → 5  | ↘ 4  | → 4  |

## История
В XVII веке здесь находилось крестьянское хозяйство среднего размера, относившееся к деревне Арокюла (Arokülä,  Ara, Arrokülla), принадлежавшей мызе Ханхоф (нем. Hahnhof, Хаанья, эст. Haanja mõis). На военно-топографических картах Российской империи (1846–1863 годы), в состав которой входила Эстляндская губерния, она обозначена как мз. Ханхофъ. Позже из этого хозяйства развилась самостоятельная деревня, получившая широкую известность с 1870-х годов, когда в ней была открыта школа Кокы (Коке) волости Хаанья. Здесь работала библиотека, был оркестр струнных народных инструментов и действовал театральный кружок.
Школа в Кокы была закрыта в 1964 году. Здание приспособили под жилой дом для работников местного совхоза, но оно сохранило свои основные черты. В 1990-е годы его переделали в гостевой дом «Коке», где есть возможность проводить праздники, семейные мероприятия, семинары и конференции.
В 1977–1997 годах Кокы была частью деревни Ногу.

## Происхождение топонима
Своё название деревня получила от добавочного крестьянского имени Кокы (Коке), широко распространённого в Южной Эстонии. В письменных источниках 1626 года упоминается местный житель Koeke Reinn, 1627 года — Kocko Rein, 1630 года — Koko Rein, 1684 года — Kåckerin Jacob, в 1765 году — Dorf Kokke Reino (деревня), 1798 года — Kokke. Считается, что это имя произошло от названия профессии — kokk (с эст. яз. «повар»).

## Галерея
- Гостевой дом «Коке», бывшая деревенская школа
- Баня гостевого дома «Коке»
- Пруд в деревне Кокы